# ジル・ドメイリィ

画像募集中

ジル・ドメイリィ （仏：Gilles Demailly、1949年2月10日 - ） は、フランスの化学者、政治家。男性。フランス北部のパ＝ド＝カレー県ベルル＝オ＝ボワ出身。2008年、アミアン市長に就任した。

## 概要
ジル・ドメイリィは、糖化学の研究で国際的に知られている化学者である。2001年からは5年間、ピカルディ・ジュール・ヴェルヌ大学の学長を務めた。2008年、フランス北部のアミアン市長に就任。アミアン大都市圏連合の首長も兼務している。元は共産党（PC）に所属していたが、1986年以降は社会党（PS）に所属している（詳細については後述の「経歴」参照）。
教育功労章オフィシエの受章者である。

## 経歴

### 出生・学生時代
ジル・ドメイリィは社会階層の低い家の出で、1949年2月10日、6人兄弟の上から2番目に生まれた。親は、農業労働者だった。彼は、アラスのロベスピエール高等学校（lycée Robespierre） に入学した後、アミアンにあるルイ＝テュイリエ高等学校（lycée Louis-Thuillier） の科学特別進学学級（classe préparatoire scientifique） に進んだ。
1972年、ストラスブール国立高等化学学校（École nationale supérieure de chimie de Strasbourg、略称ENSCS）で技師の資格を取得し、次いで、ストラスブール・ルイ・パスツール大学で第3課程の化学博士課程（doctorat de troisième cycle de chimie） に進み、1980年2月、国家博士課程（doctorat d'État） を修了した 。

### 学界で
ジル・ドメイリィは、当初、1973年10月から1984年11月までは、ストラスブール国立高等化学学校（ENSCS）で助手を務めていた。1984年、ピカルディ・ジュール・ヴェルヌ大学（Université de Picardie Jules Verne） の理学部教授に指名された。1985年からは、有機化学実験室の共同室長（1999年まで）と理学部の化学学科長（1989年まで）を務めている 。
1991年、ピカルディ大学附設教員養成研究所（Institut universitaire de formation des maîtres、略称IUFM）を設立し、5年間、所長を務めた。次いで1999年、炭水化物研究実験室を設立し、2000年から翌年まで、その室長を務めた。理事会の副会長を2年間務めた後、2001年5月、前学長のベルナール・リスブール（Bernard Risbourg） の死去に伴い、ピカルディ・ジュール・ヴェルヌ大学学長に選出された。彼は、5年間、学長を務めた 。
「科学的・文化的・職業専門的な公共施設評価全国委員会（Comité national d'évaluation des établissements publics à caractère scientifique, culturel et professionnel ）」では、専門委員と顧問を務めており、ピカルディ大学附設教員養成研究所（IUFM）に関する同委員会の報告書（2001年3月発表）の作成に貢献した 。
糖化学の研究で国際的に著名な人物であり、単糖類（oses） 及び糖アルコール類（itols） の異なるヒドロキシル基含有基について、相対的反応性（réactivité relative） を研究している専門家である 。

### 政治家として
ジル・ドメイリィは、1973年から1983年までは共産党（PC）に所属していたが、1986年以降は社会党（PS）に所属している。1995年3月、市議会議員に当選し、野党議員として活動していたが、2001年6月、ピカルディ・ジュール・ヴェルヌ大学の学長選挙のために辞職した 。
2008年の市議会議員選挙では、左派連合（社会党（PS） - 左翼急進党（PRG） - 共産党（PC） - 共和国市民運動（MRC） - 緑の党（Verts））の候補者名簿の筆頭者となったが（フランスの市町村議会議員選挙では、通例、候補者名簿の筆頭者が実質的な首長候補である。よって、選挙に勝利した場合、その党派の名簿の筆頭者が首長に就任することになる）、知名度が低く苦戦するものと見られていた。実際、2007年12月に実施された世論調査では、知名度は51％、好感度は23％、決選投票における支持率は40％に過ぎなかった。しかし、2008年3月16日に行われた決選投票では、予想に反して広く支持を集め、ジル・ド・ロビアン前市長に対して56.21％の票を獲得し、12.42％の差をつけ勝利した。勝者である彼は、同年3月21日、アミアン市長に選任された。同年4月10日には、アミアン大都市圏連合の首長の地位を引き継いだ。